# Pseudorútil
El pseudorútil és un mineral de la classe dels òxids. Rep el seu nom per la seva relació amb el rútil.

## Característiques
El pseudorútil és un òxid de fórmula química Fe₂Ti₃O9. Cristal·litza en el sistema hexagonal. La seva duresa a l'escala de Mohs és 3,5. Es tracta d'un mineral estretament relacionat amb la kleberita.
Segons la classificació de Nickel-Strunz, el pseudorútil pertany a «04.CB: Òxids amb proporció metall:oxigen = 2:3, 3:5, i similars, amb cations de mida mitja» juntament amb els següents minerals: brizziïta, corindó, ecandrewsita, eskolaïta, geikielita, hematites, ilmenita, karelianita, melanostibita, pirofanita, akimotoïta, auroantimonita, romanita, tistarita, avicennita, bixbyita, armalcolita, pseudobrookita, mongshanita, zincohögbomita-2N2S, zincohögbomita-2N6S, magnesiohögbomita-6N6S, magnesiohögbomita-2N3S, magnesiohögbomita-2N2S, ferrohögbomita-6N12S, kleberita, berdesinskiita, oxivanita, olkhonskita, schreyerita, kamiokita, nolanita, rinmanita, iseïta, majindeïta, claudetita, estibioclaudetita, arsenolita, senarmontita, valentinita, bismita, esferobismoïta, sil·lenita, kyzylkumita i tietaiyangita.

## Formació i jaciments
Va ser descobert l'any 1994 al sud de les illes Neptú, a la península d'Eyre, Austràlia Meridional (Austràlia). També ha estat descrita a altres indrets del planeta tot i que els seus jaciments no són gens nombrosos.